# 11537 Геріке
11537 Геріке (11537 Guericke) — астероїд головного поясу, відкритий 29 квітня 1992 року.
Тіссеранів параметр щодо Юпітера — 3,652.